# 陸萬鍾
陸萬鍾（1542年—？），字元量，號敬斋，直隸松江府華亭縣人，民籍，明朝政治人物。

## 生平
嘉靖四十三年（1564年）甲子科應天府鄉試第五十二名舉人。嘉靖四十四年（1565年）聯捷乙丑科會試第一百十九名，三甲第十三名進士。刑部观政，本年六月授杭州府推官，隆慶二年（1568年）六月行取，九月升刑部主事，四年二月丁父忧。万历元年（1573年）復除刑部，二年四月改浙江道御史，八月差查刷光禄寺，三年八月差巡按广西，八年五月復除本道，六月差巡视京营，九年二月升广东参议，十二年正月升副使，十五年六月升广西参政，本月丁母忧。十八年六月復除江西湖东道右參政，萬曆十九年十二月（1592年），因廚房失火，延燒衙門和敕書，被罰治，二十年调简。

## 家族
曾祖陸麒，贈推官；祖父陸應寅，號隺江，應天府推官；父陸從遠，號缜菴，训导、累封贈广西布政使司参政；母顧氏（1516年-1587年），累封太恭人。從弟萬言、萬里，俱舉人；萬紀（庠生）、萬程、萬舉。子啓麟、釋麟、孔麟、天麟、肇麟。孫陸亮輔，崇禎癸未進士。